# Římskokatolická farnost Třebosice
Římskokatolická farnost Třebosice je územním společenstvím římských katolíků v pardubickém vikariátu královéhradecké diecéze.

## O farnosti

### Historie
Plebánie v Třebosicích je prvně písemně doložena v roce 1349. V roce 1951 byly v kostele Františkem Fišerem při restaurování objeveny gotické nástěnné malby.

### Současnost
Farnost je administrována ex currendo z Pardubic.
| Kostel                    | Místo     | Bohoslužba | Bohoslužba | Poznámka     |
| ------------------------- | --------- | ---------- | ---------- | ------------ |
| Kostel Povýšení sv. Kříže | Třebosice | neděle     | 8.30       | farní kostel |